# Jules Simon
Jules Simon (születési neve: François-Jules Suisse) (Lorient, 1814. december 27. – Párizs, 1896. június 8.) francia politikus, egyetemi tanár, újságíró, akadémikus. A Harmadik Francia Köztársaság 6. miniszterelnöke.

## Pályafutása
Az École normale supérieure-ön szerzett diplomát filozófiából, majd ledoktorált. 1839-ben egykori tanára Victor Cousin Párizsba hívta, hogy vegye át helyét a Sorbonne-on. Cousin beszélte rá 1840-ben a névváltoztatásra. Simon Platónról és Arisztotelészről tartott előadásai rendkívül népszerűek voltak az egyetemen. 1845-ben a Becsületrenddel tüntették ki.
Az 1848-as februári forradalmat követően áprilistól Côtes-du-Nord köztársaságpárti képviselője az alkotmányozó nemzetgyűlésben, ahol a mérsékelt republikánusok között foglalt helyet. Elsősorban az oktatás és a munkaszervezés kérdéseivel foglalkozott. 1849-ben részt vett az alapfokú oktatásról szóló törvénytervezet megszövegezésében.
1851. december 7-én, III. Napóleon államcsínye után öt nappal nyilvánosan kijelentette a Sorbonne diákjai előtt, hogy nem fog felesküdni a bonapartista politikára. Rögtön felfüggesztették professzori állásából. Hat éven keresztül látszólag nem foglalkozott politikával, de könyveket írt, Belgiumban előadásokat tartott, így neve ismertté vált.
1863-ban Seine megye egyik küldötteként kezdett politizálni a törvényhozó testületben, és a Francia Akadémia is tagjává választotta. Hippolyte Taine és Ernest Renan mellett ő is ellenezte az ultramontanista mozgalmat, Charles-Augustin Sainte-Beuve mellé állt, amikor szembe került a klerikálisokkal a szenátusban.
1870. szeptember 4-én kikiáltotta a köztársaságot a Concorde téren. (Léon Gambetta a párizsi városházán (Hôtel de Ville de Paris) kiáltotta ki a köztársaságot). A nemzetvédelmi kormányban a vallás- és közoktatási miniszteri posztot töltötte be. 1871 februárjában küldöttség élén Bordeaux-ban rábeszélte Gambettát a lemondásra. Simon megtartotta az oktatási tárcát Adolphe Thiers elnöksége alatt is egészen 1873. április 17-ig. Thiers távozása után Patrice de Mac-Mahon elnöksége idején az ellenzékhez csatlakozott. Törvénytervezetet nyújtott be a kötelező elemi oktatás bevezetéséről, amit a klérus Félix Dupanloup-n keresztül ellenzett.
1876. december 12-én Mac-Mahon Jules Dufaure helyére Simont nevezte ki a kormány élére, és a belügyminiszteri tárcát is rábízta, hogy gyengítse Gambetta befolyását. Jules Simon beiktatási beszédében republikánusnak és konzervatívnak minősítette magát. December 16-án örökös szenátorrá és a Francia Akadémia tagjává választották, Victor Hugo is támogatta szavazatával. Kormányzása alatt igyekezett összebékíteni Gambetta antiklerikális híveit a konzervatív jobboldallal. De amikor elfogadta azt a napirendi pontot, amely arra szólította fel a kormányt, hogy tiltsa be az ultramontanista rendezvényeket, Mac-Mahon lemondatta, és helyére Albert de Broglie-t nevezte ki azzal a céllal, hogy a köztársaságpártiak kerüljenek hatalomra.
A mérsékelt republikánus Jules Simonból konzervatív republikánus lett élete utolsó éveiben, a szocializmus és a baloldali antiklerikalizmus ellensége. 1889-ben röpiratban támadta a boulangista mozgalmat, leleplezte Georges Boulanger-nak a szocialistákkal és a szélsőjobbal fenntartott kapcsolatát. 1890-ben részt vett Berlinben a nemzetközi munkavédelmi konferencián. Aktívan közreműködött hazájában a női és gyermekmunkát szabályozó törvénytervezet megvitatásában. Azt kérte, hogy a nők szülés után négy hétig ne dolgozzanak. Újra felhívta a figyelmet a nők jelentős szerepére a családban, a társadalom bázisában. Hugóval együtt harcolt a halálbüntetés eltörléséért.
Újságíróként rendszeresen publikált a Revue des Deux-Mondes-ban. 1847-ben két társával elindította a La Liberté de penser, revue philosophique et littéraire folyóiratot.
Élete folyamán sokat foglalkozott az oktatással és az iskolarendszerrel. Egyik könyvének bevezetőjében ezt írta:
„A népek között az a legnagyobb, amelynek legjobbak az iskolái”.

## Írásai

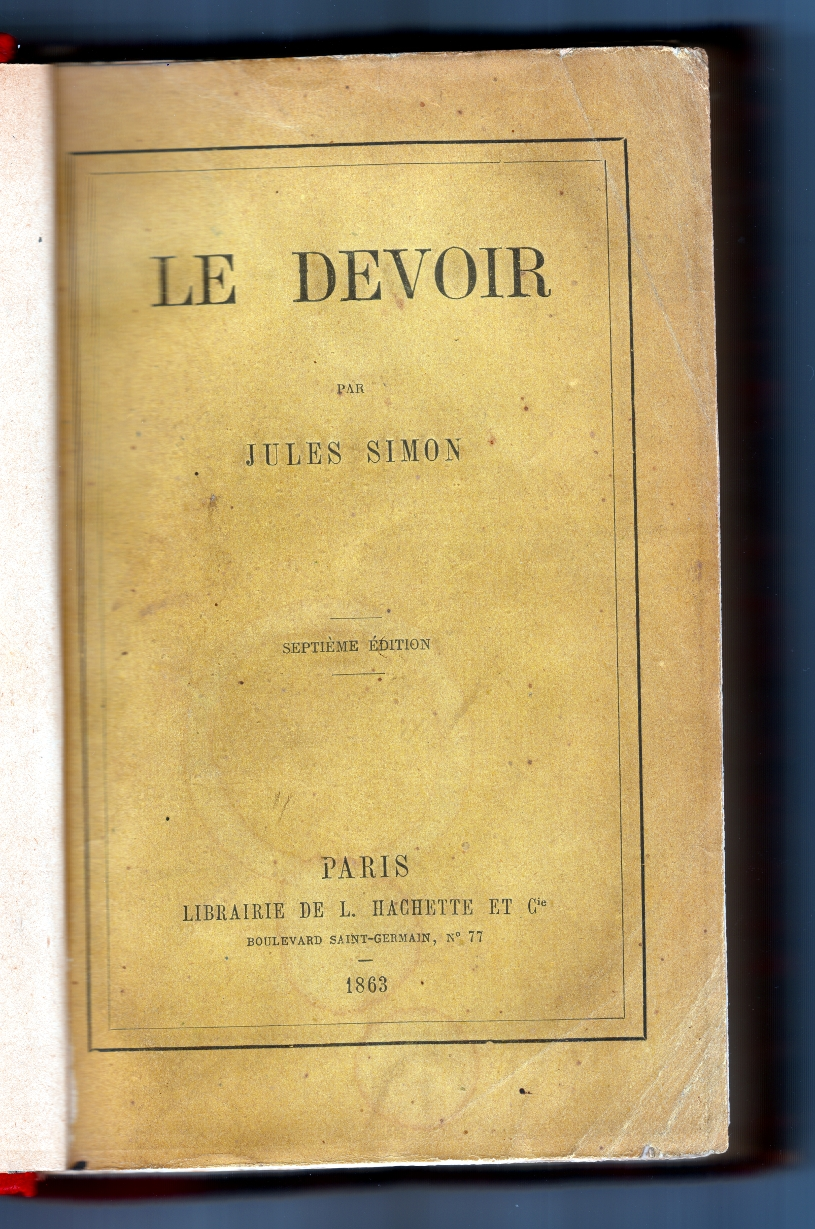
A Le Devoir könyvborítója (1863)

- Étude sur la théodicée de Platon et d'Aristote (1840)
- Histoire critique de l'école d'Alexandrie (1844–1845)
- La Mort de Socrate (1853)
- Le Devoir (1854)
- La Religion naturelle (1856)
- La Liberté de conscience (1857)
- La Liberté (1859)
- L’Ouvrière (1861)
- L’École (1864)
- Le Travail (1866)
- L’Ouvrier de huit ans (1867)
- La Politique radicale (1868)
- La Peine de mort (1869) V H-nak szóló ajánlással
- La Famille (Paris, 1869)
- Le Libre Échange (1870)
- La Liberté politique (1871)
- Le Gouvernement de Thiers (1871, 2 vol. in-8)
- La Réforme de l’enseignement secondaire (1874)
- Souvenirs du 4 Septembre (1874)
- Dieu, Patrie, Liberté (1883)
- Une Académie sous le Directoire (1884)
- Thiers, Guizot, Rémusat (1885)
- Nos Hommes d’État (1887)
- Victor Cousin (1887)
- Souviens-toi du 2 décembre (1889)
- La Femme au XXe siècle (1891)
- L’Affaire Nayl
- Premières années (1901) posztumusz

## Kapcsolódó szócikk
- Franciaország miniszterelnökeinek listája

| Elődje: Jules Dufaure | Franciaország kormányfője 1876. december 12. – 1877. május 17. | Utódja: Albert de Broglie |